# Wjatscheslaw Georgijewitsch Litwinow
Wjatscheslaw Georgijewitsch Litwinow (russisch Вячеслав Георгиевич Литвинов; * 1. April 2001 in Anapa) ist ein russischer Fußballspieler.

## Karriere

### Verein
Litwinow begann seine Karriere beim FK Krasnodar. Im November 2018 stand er gegen den FK Tambow erstmals im Kader der Zweitmannschaft von Krasnodar. Sein Debüt für Krasnodar-2 in der zweitklassigen Perwenstwo FNL gab er schließlich im März 2020 gegen Tschertanowo Moskau. Dies blieb sein einziger Saisoneinsatz, kurz darauf wurde die Spielzeit abgebrochen.
Im Oktober 2020 stand Litwinow in der UEFA Champions League gegen den FC Chelsea erstmals im Kader der ersten Mannschaft. Für diese debütierte er im selben Monat in der Premjer-Liga, als er am 13. Spieltag der Saison 2020/21 gegen Achmat Grosny in der Startelf stand. In der Saison 2020/21 kam er insgesamt zu zwei Einsätzen im Oberhaus und 25 in der FNL. In der Saison 2021/22 absolvierte er sieben Erstligapartien und 26 in der FNL. In der Saison 2022/23 war er 18 Mal in der Premjer-Liga am Feld, für Krasnodar-2 war er nur noch fünfmal im Einsatz.
Zur Saison 2023/24 wechselte Litwinow innerhalb des Oberhauses zum FK Sotschi.

### Nationalmannschaft
Litwinow kam zwischen August und Oktober 2018 zu sieben Einsätzen für die russische U-18-Auswahl.